# John J. Flynn
John Joseph Flynn (* 10. August 1955 in Wilkes-Barre, Pennsylvania) ist ein US-amerikanischer Paläontologe. Er ist „Frick“-Kurator für fossile Säugetiere und Dekan der Richard Gilder Graduate School am American Museum of Natural History.

## Leben
Flynn erlangte 1977 den Bachelor of Science in Geologie und Geophysik an der Yale University. 1979 graduierte er zum Master of Arts und 1980 zum M.Phil. in den Geowissenschaften an der Columbia University. 1983 wurde er mit der Dissertation Correlation and geochronology of Middle Eocene strata from the western United States in den Geowissenschaften an derselben Institution zum Ph.D. promoviert. 
Von Januar bis Mai 1982 war er Lecturer an der Abteilung für Geologie und Geophysik der Yale University. Von September 1982 bis Dezember 1987 war er Assistant Professor an der Abteilung für Geowissenschaften der Rutgers University. Von 1985 bis 2005 war er Lehrbeauftragter an der Abteilung für Biologische Studien im Rahmen des Ökologie- und Evolutionsprogramms des American Museum of Natural History. Von Juli 2001 bis Juli 2002 war er Gastprofessor an der Universidad de Chile. Seit 2005 ist er wissenschaftlicher Mitarbeiter an der Resource Faculty am New York Consortium in Evolutionary Primatology, Lehraufbeauftragter an der Abteilung für Geo- und Umweltwissenschaften an der Columbia University sowie Lehrbeauftragter an der Abteilung für Biologie der City University of New York. 
Flynns Forschungsschwerpunkt umfasst die Evolution der Säugetiere sowie der Wirbeltiere des Mesozoikums, molekulare und morphologische Phylogenetik der Raubtiere und anderer Säugetiergruppen, geologische Datierung, Paläomagnetismus, Plattentektonik, Biogeographie, Geochronologie sowie die Biostratigraphie der Säugetiere.
1989 wurde er assoziierter Vorsitzender und Lecturer im Bereich der Evolutionsbiologie sowie der Biowissenschaften an der University of Chicago. Er war Kurator in der Geologieabteilung des Field Museum of Natural History in Chicago. 1985 wurde er wissenschaftlicher Mitarbeiter am American Museum of Natural History, wo er unter anderen die Ausstellungen Extreme Mammals und Whales kuratierte. 
Flynn ist Autor von mehr als 150 wissenschaftlichen Publikationen. Er verfasste Artikel für die Fachzeitschriften Scientific American, Natural History und National Geographic, lieferte wissenschaftliche Gutachten für mehrere populärwissenschaftliche Bücher, wirkte in zahlreichen Fernseh- und Radiosendungen mit und schrieb Beiträge für Magazine. Flynn hat mehr als 60 paläontologische Expeditionen nach Chile, Peru, Kolumbien, Madagaskar, Angola, Indien und in die Rocky Mountains geleitet. Seine Forschungen, Bildungsinitiativen und paläontologischen Expeditionen wurden von der National Science Foundation, der National Geographic Society, der NASA und anderen Organisationen unterstützt. Im Jahr 2001 erhielt Flynn ein Guggenheim-Stipendium für seine Forschungsarbeit in Südamerika.
Flynn widmete sich seiner beruflichen Laufbahn der Erforschung bedeutender Fossilienfundorte, um die Phylogenetik und Evolutionsgeschichte der Säugetiere zu vertiefen. Ein weiterer Schwerpunkt seiner Arbeit lag auf der Entwicklung verbesserter Methoden zur Altersbestimmung von Gesteinen und Fossilien, was zu präziseren geologischen Zeitskalen führte. Flynn hat maßgeblich zu verschiedenen Bildungsprojekten in den Bereichen Universität, Museum, Internet und Populärwissenschaft beigetragen. Seine Forschung konzentriert sich insbesondere auf die Evolution von Säugetieren, wobei ein Fokus auf der Anatomie, DNA und Evolution von Raubtiere sowie deren ausgestorbenen Verwandten liegt. Zudem hat er zur Erweiterung und Verbesserung der weltweit führenden Sammlungen fossiler Säugetiere im American Museum of Natural History beigetragen.
Flynn führte Feldforschungsprogramme in verschiedenen Regionen durch, darunter in den Anden in Chile, im Amazonasbecken in Peru sowie in mesozoischen Ablagerungen in Madagaskar und Indien. In den letzten drei Jahrzehnten haben Flynn und seine Kollegen bei Expeditionen in den chilenischen Anden bedeutende und seltene fossile Exemplare entdeckt. Dazu zählen der älteste und am besten erhaltene fossile Primatenschädel des Kontinents (Chilecebus) sowie frühe Nagetierfossilien, die Hinweise auf einen afrikanischen Ursprung dieser bedeutenden Gruppen der Neuen Welt liefern.
Diese Forschungen ermöglichen tiefere Einblicke in die phylogenetischen Beziehungen und die Evolutionsgeschichte diverser Säugetiergruppen, einschließlich mehrerer in Südamerika verbreiteter Taxa. Die Untersuchungen der südamerikanischen Faunen erstreckten sich über die chilenischen Anden, von Patagonien bis zum Altiplano, sowie über Gebiete im peruanischen Amazonas und Kolumbien. In Rahmen von acht Expeditionen nach Madagaskar wurden bedeutende Fossilien aus dem Mesozoikum entdeckt, darunter Exemplare von Cynodontia, Archosauria und Rhynchosauria aus der späten Trias sowie von kleinen Säugetieren aus dem mittleren Jura, die als die ältesten bekannten Säugetiere aus der Gruppe Tribosphenida gelten.
Gemeinsam mit Doktoranden und Postdoktoranden konzentrierte sich Flynn sich auf die Integration von DNA-, anatomischen und paläontologischen Daten zur Analyse der Phylogenie und Diversifizierung bedeutender Säugetiergruppen. Ein zentrales Projekt in diesem Zusammenhang ist Assembling the Tree of Life – Mammalia, an dem mehrere Wissenschaftler beteiligt sind. Darüber hinaus untersuchen sie die evolutionären Beziehungen innerhalb der Ordnung Carnivora (z. B. Katzen, Hunde, Bären, Marder und Robben) sowie deren ausgestorbene Verwandte. Dabei werden sowohl Funktionen des Kieferschädels als auch Entwicklungsmuster und -raten analysiert.
Untersuchungen von Flynn und seinen Kollegen zu den inneren Strukturen von Schädeln, einschließlich des Innenohrs, haben bedeutende Erkenntnisse zu den evolutionären Beziehungen und den Fortbewegungsspezialisierungen bei Neuweltaffen, endemischen südamerikanischen Huftieren, Walen, Nagetieren und Fleischfressern sowie deren fossilen Vorfahren geliefert.
Flynn ist Mitglied des Peabody Museum Leadership Board in Yale und diente der Society of Vertebrate Paleontology als Sekretär (von 1993 bis 1996), als Vizepräsident (1996) sowie als Präsident (von 1999 bis 2001). Zudem war er zwischen 1993 und 2002 Mitglied des Vorstands/Exekutivkomitees. Von 1987 bis 1990 war er Redakteur beim Journal of Vertebrate Paleontology. Daneben ist er Mitglied der Geological Society of America, der American Geophysical Union, bei Sigma Xi sowie bei der Paleontological Society.
Flynn ist seit 1982 verheiratet. Er hat zwei Kinder.

## Auszeichnungen
1982 erhielt Flynn den Alfred Sherwood Romer Prize für die beste Studentenpräsentation und 2007 den Joseph T. Gregory Award der Society of Vertebrate Paleontology. 2009 wurde er zum Fellow der American Association for the Advancement of Science (AAAS) gewählt.